# مارانتا لوکونورا
 مارانتا لوکونورا(نام علمی: Maranta leuconeura) نام یک گونه از تیره مارانتائیان است.
گل زیبای مارانتا، بسیار مناسب برای مناطق سرد سیر و خنک، و حساس در مناطق گرم و مرطوب است. معمولاً بعد از خرید لبه برگ‌ها می‌سوزد. باید در نقطه سرد و خنک منزل یا اداره نگهداری شود و همینطور مناسب برای نقاط سایه است، به همین خاطر سال‌های متمادی مارانتا را برای نگهداری در آپارتمان مناسب نمی‌دانستند ولی اکنون به خوبی با محیط سازگار شده‌است. خانواده آن مارانتاسه و بومی افریقاست، برگ‌ها منقوش و گرد است، رگ‌برگ اصلی به رنگ روشن درآمده و هاله‌ای رنگین بخش مرکزی برگ را از سایر قسمت‌های متمایز می سازد. رگ‌برگ‌ها کاملاً نمایان و منظره دلفریبی به برگ می‌دهند. گیاهی مناسب برای کاشت گروهی است و مقایسه جالبی در رنگ به وجود می آورد. در سبد آویزان رواج فراوان دارد.